# Trận Đà Nẵng (1858–1859)
Trận Đà Nẵng (1858 – 1859) hay Liên quân Pháp – Tây Ban Nha tấn công Đà Nẵng lần thứ nhất là trận đánh mở đầu cho cuộc chiến tranh Pháp – Việt (1858 – 1884) trong lịch sử Việt Nam. Đây là trận đánh kéo dài nhiều ngày, khởi sự từ ngày 31 tháng 8 năm 1858 và kết thúc vào ngày 2 tháng 2 năm 1859, để chuyển sang một giai đoạn khác.
Theo đánh giá của các nhà nghiên cứu, thì Liên quân Pháp – Tây Ban Nha đã bị cầm chân và bị thiệt hại, cho nên đây chính là một khởi đầu thắng lợi lớn, nhưng duy nhất trong hơn một phần tư thế kỷ (1858–1884) chống ngoại xâm của quân và dân Việt Nam.

## Hoàn cảnh
Giữa thế kỷ XIX, sự phát triển mạnh mẽ về kinh tế đã thúc đẩy các nước tư bản phương Tây mở những cuộc chiến tranh giành giật thuộc địa. Các quốc gia phương Đông nói chung và Việt Nam nói riêng đã trở thành nạn nhân trực tiếp của cuộc chiến tranh đó.
Lợi dụng các mối quan hệ đã có từ thời chúa Nguyễn Ánh và sự suy yếu của chế độ phong kiến Việt Nam, Pháp và Tây Ban Nha đã viện cớ Nhà Nguyễn cấm đạo Thiên Chúa và bắt bớ, giết hại nhiều giáo sĩ, giáo dân để tiến hành cuộc chiếm cứ nước Việt.
Sau hai trận thăm dò và thử sức lực lượng phòng thủ của Nhà Nguyễn ở Đà Nẵng (Quảng Nam) vào ngày 15 tháng 4 năm 1847 và ngày 26 tháng 9 năm 1857, một ủy ban có tên là Commission de la Cochinchine do Nam tước Brenien đứng đầu đã đệ trình và đã được Hoàng đế Napoléon III chấp thuận, chọn Đà Nẵng làm điểm khởi đầu trong kế hoạch đánh chiếm Việt Nam.
Bởi Đà Nẵng là một hải cảng sâu và rộng, thuận tiện cho tàu chiến vào ra, lại nằm trên trục đường Bắc – Nam, có thể sang Lào, Căm Bốt và chỉ cách kinh đô Huế khoảng 100 km, rất thuận lợi cho việc "đánh nhanh thắng nhanh" của liên quân Pháp – Tây Ban Nha (gọi tắt là liên quân). Ngoài ra, Đà Nẵng còn có cánh đồng Nam – Ngãi để nuôi quân, còn có nhiều giáo sĩ và giáo dân thân Pháp.
Cho nên đánh chiếm được Đà Nẵng, vượt đèo Hải Vân, rồi tấn công ra Huế chính là con đường ngắn nhất, nhanh chóng nhất, ít hao tốn tiền của và nhân lực nhất để thực hiện được ý đồ của Pháp và Tây Ban Nha. Tuy nhiên, phải chờ đến sau khi Hiệp ước Thiên Tân (28 tháng 6 năm 1858) được ký kết, quân đội Pháp ở Viễn Đông mới có thể rảnh tay chuyển sang mặt trận khác.

## Lực lượng đôi bên
- Lực lượng liên quân có khoảng 3.000 quân (450 binh sĩ Tây Ban Nha), được bố trí trên 14 tàu chiến (lúc đầu, theo Đại Nam thực lục là 12 chiếc tàu),[3] trong số đó có soái hạm Némésis và những tàu lớn được trang bị tới 50 khẩu đại bác, có sức công phá lớn và sát thương cao.
- Lực lượng quân Nhà Nguyễn ở Đà Nẵng có khoảng 2.070 lính chính quy (theo Đại Nam thực lục) dưới quyền chỉ huy của Tổng đốc Nam Ngãi Trần Hoằng, khi trận chiến nổ ra được chi viện thêm, do Hữu quân Đô thống Lê Đình Lý chỉ huy từ Huế vào, tổng cộng có hơn 7.000 người[4]. Ở các pháo đài, có nhiều đại bác và vũ khí các loại...

## Liên quân tấn công

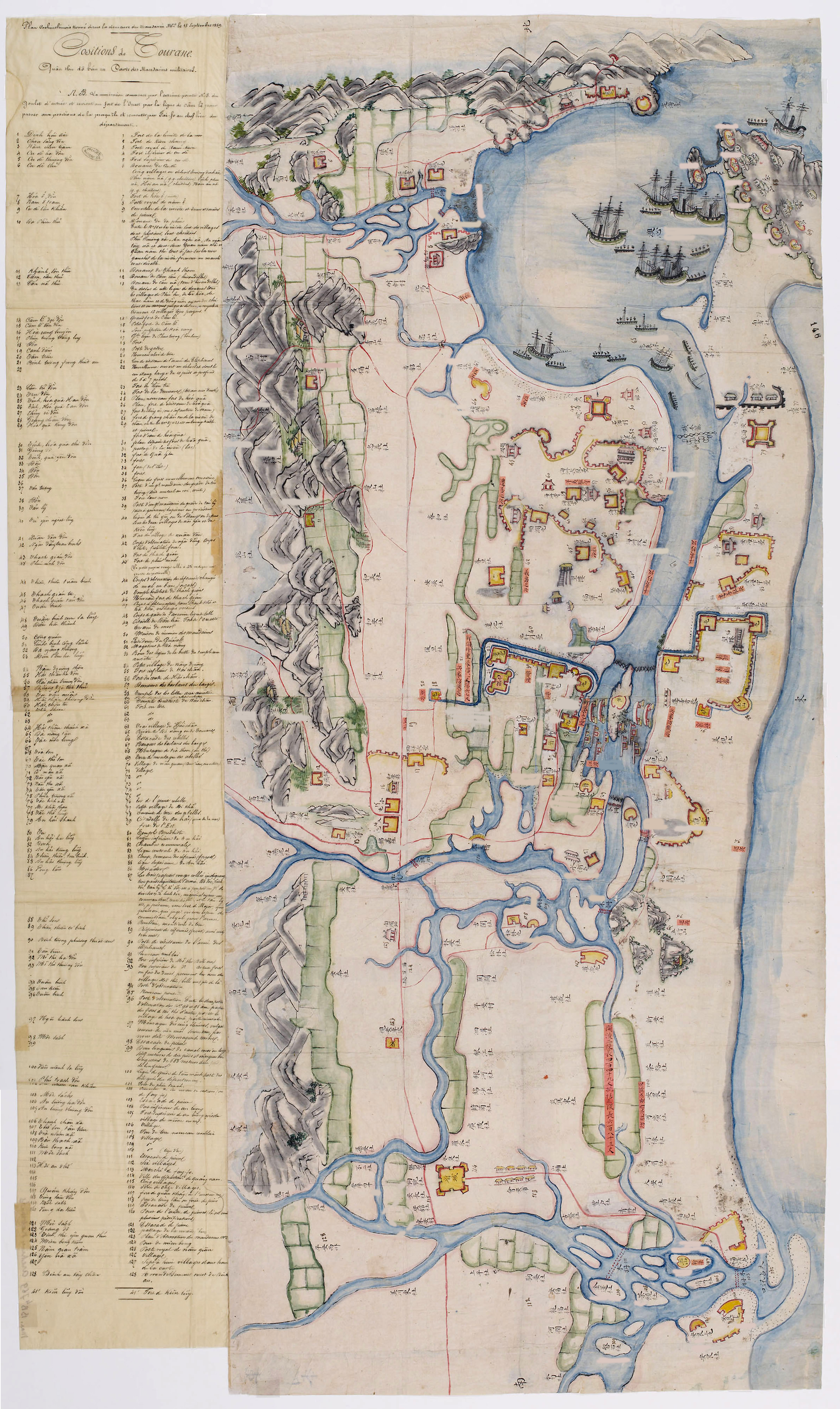
Bản đồ Đà Nẵng xưa tìm được trong nhà một ông quan võ người Việt vào ngày 15 tháng 9 năm 1859.

Xuất phát từ đảo Hải Nam (Trung Quốc), Phó Đô đốc Hải quân Charles Rigault de Genouilly (gọi tắt là De Genouilly) được lệnh phối hợp với đạo quân Tây Ban Nha do Đại tá Lanzarotte chỉ huy, đưa tàu chiến xuống phía Nam. Chiều tối ngày 31 tháng 8 năm 1858, toàn bộ lực lượng trên đã có mặt trước cửa biển Đà Nẵng.
Sáng ngày 1 tháng 9 năm 1858, De Genouilly gửi tối hậu thư buộc quan Trấn thủ Đà Nẵng trong hai giờ phải giao nộp tỉnh thành. Nhưng không đợi trả lời, đại bác của liên quân đã tập trung hỏa lực bắn tới tấp hàng trăm quả vào cửa sông Đà Nẵng và các đồn ở bán đảo Sơn Trà.

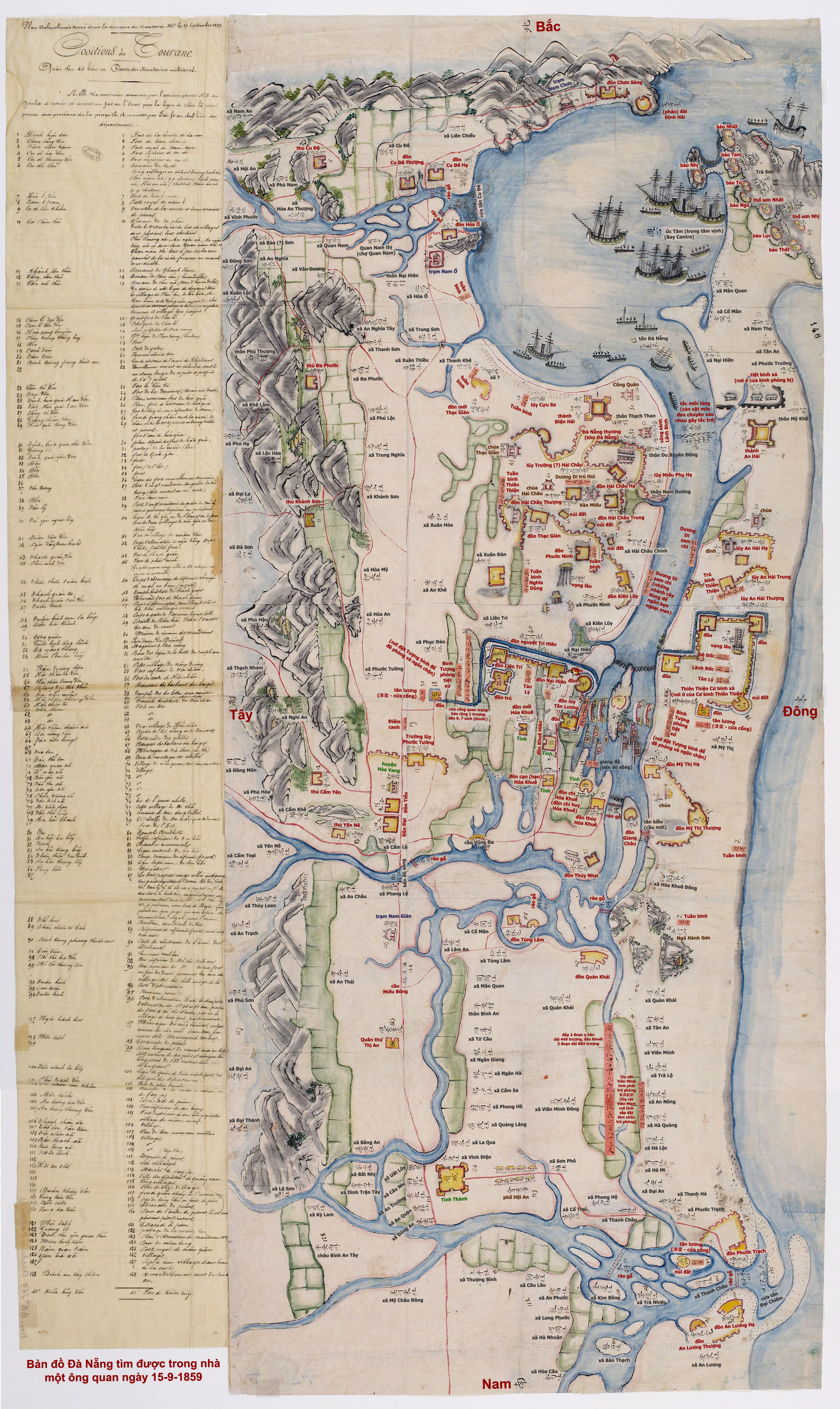
Bản đồ trên đã được Việt hóa.

Theo kế hoạch, liên quân gồm hai bộ phận: 
- Bộ phận thứ nhất gồm ba tàu chiến, tập trung hỏa lực bắn vào các đồn ở Sơn Trà.
- Bộ phận thứ hai, dưới làn đạn yểm trợ của bộ phận thứ nhất, sẽ nhanh chóng tiến gần vào cửa sông Đà Nẵng để bắn vào đồn Đông và đồn Tây đang án ngữ.

Ngay hôm đó (1 tháng 9), đồn Đông bị vỡ. Sáng hôm sau (2 tháng 9) liên quân tiếp tục nã đại bác chiếm lấy đồn Tây, rồi đổ bộ lên bán đảo Sơn Trà, chiếm đồn An Hải và đồn Điện Hải chỉ nội một ngày. Trước vũ khí mạnh hơn, quân Việt vừa đánh vừa lui dần ra sau, lập phòng tuyến Liêu Trì trước huyện Hòa Vang để ngăn liên quân vào nội địa.
Nhận được tin liên quân đánh Đà Nẵng, vua Tự Đức liền sai Chưởng vệ Đào Trí vào Đà Nẵng để hiệp cùng Tổng đốc Nam Ngãi Trần Hoằng chống ngăn, nhưng khi Đào Trí đến nơi thì hai đồn trên đã mất. Nhà vua lại sai Hữu quân đô thống Lê Đình Lý và Tham tri bộ Hộ Phạm Khắc Thận đem 2.000 quân vào ứng cứu, cử Tham tri nội các Nguyễn Duy giữ chức chỉ huy quân thứ ở Quảng Nam, và ra lệnh cách chức Trần Hoằng vì lỗi đã án binh bất động, đưa Đào Trí lên thay...
Đánh chiếm được Sơn Trà, liên quân Pháp – Tây Ban Nha tiến vào nội địa, đánh tan phòng tuyến bằng ụ đất, rào tre của quân Việt ở xã Mỹ Thị, rồi tràn sang chiếm xã Cẩm Lệ. Tướng Lê Đình Lý bị trọng thương rồi mất trong trận chiến này. Xét công tội, tướng Hồ Đức Tư, trấn giữ đồn Hóa Khuê, bị vua Tự Đức sai bắt giam và bị cách chức vì lỗi không tiếp ứng và án binh bất động.
Hữu quân Lê Đình Lý mất, nhà vua cử Thống chế Chu Phúc Minh làm Tổng đốc quân vụ thay Lê Đình Lý. Rồi điều tướng Nguyễn Tri Phương, khi ấy đang làm Kinh lược sứ Nam Kỳ, về làm Tổng thống quân vụ Quảng Nam; cử thêm Phạm Thế Hiển làm Tham tán để cùng gấp rút chấn chỉnh quân chánh và thống nhất phương thức chống ngoại xâm.
Ngày 10 tháng 10 năm 1859, Nguyễn Tri Phương gửi báo cáo về Huế, trong đó ông mô tả về tình hình lực lượng quân Pháp và quân triều đình:
- Quân Pháp có vũ khí tinh xảo, súng đạn đầy đủ khi đánh.
- Quân Triều đình ở Quảng Nam có hơn 7.000 người thì bỏ trốn, bị sa thải, bệnh hoạn hoặc dùng để sai phái đã hết quá nửa, chỉ còn 3.200 người tại ngũ.

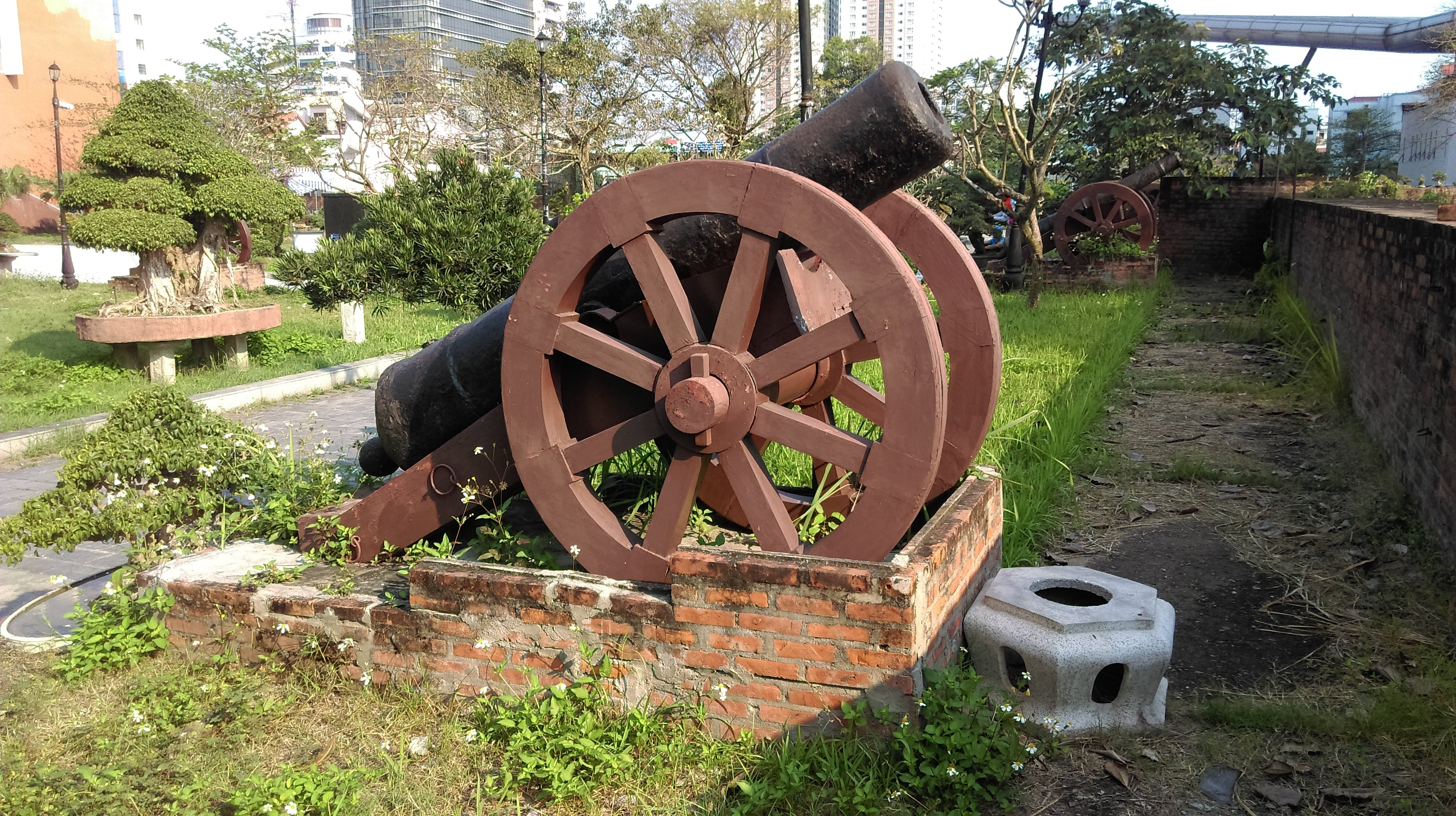
Súng thần công tại Thành cổ Điện Hải

Trước tình thế đó, Nguyễn Tri Phương không chủ trương đánh chính diện để tránh sức mạnh hỏa lực của đối phương mà cho phục kích, thực hiện "vườn không, nhà trống" (để cô lập và triệt đường tiếp tế) và cho đắp lũy dài từ Hải Châu vào tới Phúc Ninh, Thanh Giản để bao vây liên quân ngoài mé biển.
Suốt 5 tháng giao tranh, cái đói, cái bệnh, cái nóng bức... đã khiến liên quân mệt mỏi và hao mòn. Mặc dù được giáo sĩ Pellerin khuyên nên đem quân ra chiếm Bắc Kỳ, vì ở đó có giáo sĩ và giáo dân Thiên Chúa giáo, và những người còn tôn phù Nhà Lê nổi lên góp sức, nhưng sau khi cân nhắc, tướng De Genouilly không tán thành.
Ngày 2 tháng 2 năm 1859, chỉ để lại một phần ba số quân (khoảng 1.000 người) và 6 tàu chiến, bàn giao cho Đại tá Faucon nắm giữ, còn bao nhiêu De Genouilly cho rút hết vào Nam, mở mặt trận mới ở Gia Định (Xem: Trận thành Gia Định, 1859).
Mô tả lại tình cảnh khó nhọc của liên quân lúc bấy giờ, giáo sư Trần Văn Giàu viết:

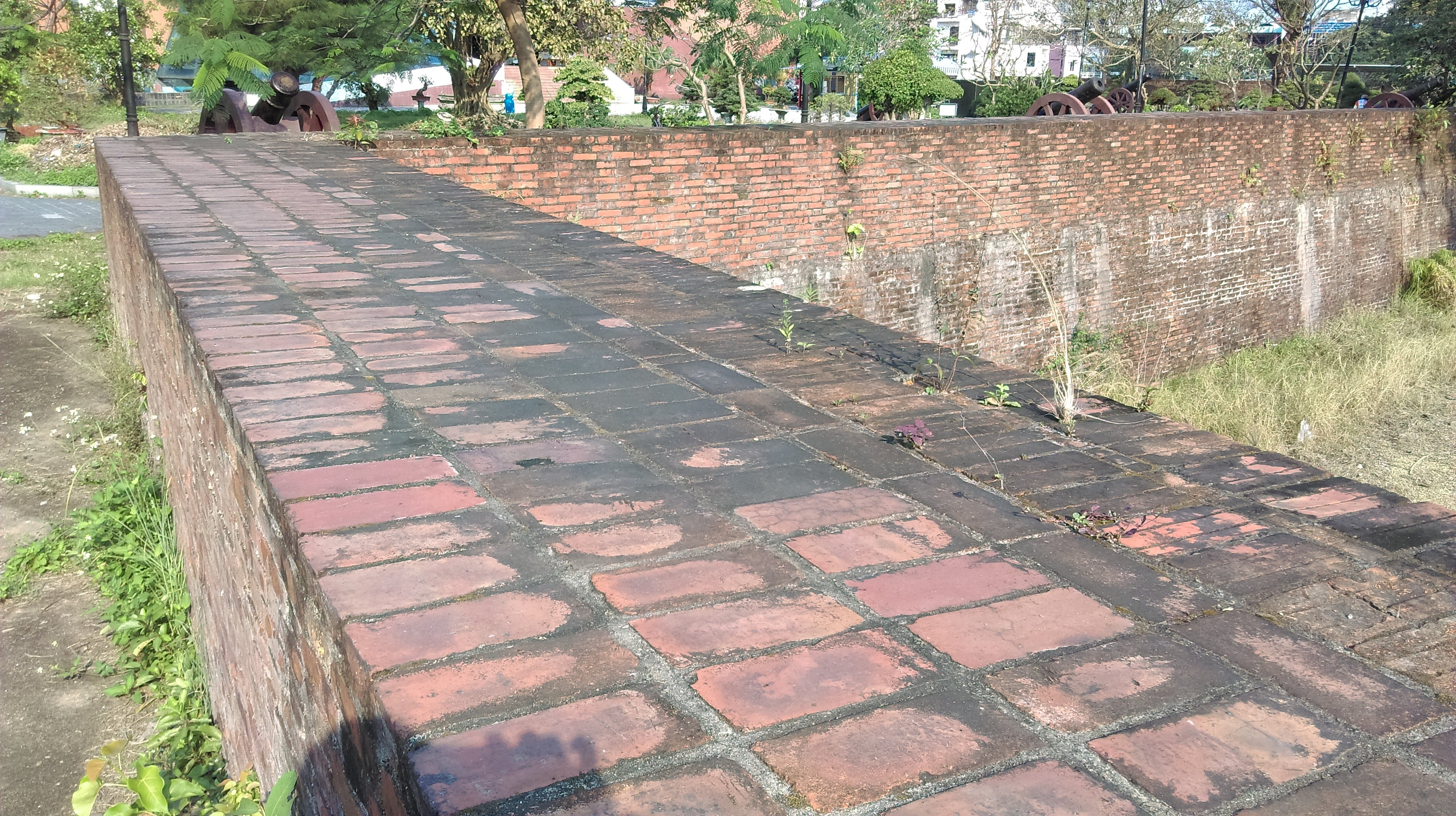
Một đoạn thành tại Thành cổ Điện Hải

Sau năm tháng giao tranh, liên quân Pháp – Tây Ban Nha chỉ chiếm được một ngọn núi không người và vài làng ven biển không người. Họ không dám tiến sâu... Họ mong chờ một cuộc nổi loạn của nhân dân Nam – Ngãi theo lời hứa hẹn của các giáo sĩ Pháp, mà không thấy. Trong lúc tiến thoái lưỡng nan ấy, thì liên quân bị đau ốm và chết chóc khá nhiều, căn bản không phải vì súng đạn, mà chính vì phong thổ khí hậu. Thức ăn lại rất khó tìm, thuốc men không đủ dùng, thỉnh thoảng bị quân Việt đến tập kích, bắn tỉa...

## Báo cáo của Pháp
Phó Đô đốc De Genouilly đã viết thư về Pháp rằng:
Chính phủ bị đánh lừa về bản chất của cuộc đi đánh lấy nước Nam Kỳ (Việt Nam); người ta trình bày rằng việc viễn chinh này chỉ là một việc dễ dàng thôi, nho nhỏ thôi; thực ra, nó không dễ, cũng không nhỏ... Người ta (…) cho rằng dân chúng sẽ nổi lên hưởng ứng, thật ra... trái hẳn lại với sự dự đoán đó... Người ta báo cáo rằng quân đội Việt không có gì, sự thật thì quân chính quy rất đông, còn dân quân... thì không đau ốm và không tàn tật... Trên bộ thì không hành quân lớn được, dù là chỉ hành quân ngăn ngắn mà thôi; binh lính không chịu đựng nổi...
Trích báo cáo của De Genouilly đề ngày 4 tháng 1 năm 1859:
Chúng ta đang xuống dốc đến kiệt quệ ở Đà Nẵng. Mọi phương tiện cải thiện tình hình bộ binh và hải quân đều hết sạch và vô hiệu.
Hơn 10 ngày sau (15 tháng 1), viên tướng này gửi tiếp một báo cáo nữa, để nói rõ số lính chết vì bị bệnh kiết lỵ lên đến mức đáng sợ. Trong số 800 lính bộ binh, chỉ còn nhiều nhất là 500 người có thể cầm khí giới, nhưng không đủ sức để mở một cuộc hành quân...

## Nhận xét
Sách Hỏi đáp lịch sử Việt Nam (tập 4):
Những diễn biến cho thấy đối phương không thể phát huy được sức mạnh của binh khí kỹ thuật để tấn công ồ ạt, mà đã bị chặn ngay ở cửa biển Đà Nẵng. Đây là kết quả của… khối đoàn kết toàn dân. Ngoài quân chủ lực, còn có sự tham gia của biền binh và dân binh sở tại... Có thể coi đây là thắng lợi lớn và duy nhất ở mặt trận Đà Nẵng trong hơn một phần tư thế kỷ chống xâm lược của quân và dân Việt, từ 1858 đến 1884.
Sách Lịch sử Việt Nam (1858 – cuối thế kỷ XIX):
Kế hoạch "đánh mau, thắng mau" của đối phương tuy thất bại ở Đà Nẵng, nhưng, họ lại chọn được một vị trí khác (tức Gia Định) để thực hiện kế hoạch đó. Trong khi đại quân của triều đình Huế đang "án binh bất động, tự giam chân" (chủ trương "trì cửu") đằng sau các phòng tuyến thì đại quân của họ lũ lượt kéo vào Nam.

## Di tích còn lại
Hiện nay ở bán đảo Sơn Trà, ngay gần cổng vào Cảng Tiên Sa Đà Nẵng, vẫn còn nhà tưởng niệm nơi chôn cất các binh lính liên quân Pháp – Tây Ban Nha chết trong trận Đà Nẵng. Nhà tưởng niệm này được người Pháp xây dựng năm 1898, cải táng xương cốt của các binh lính chôn chung trong một hố, còn mộ các sỹ quan chôn xung quanh vườn. Mặc dù đã hơn 100 năm trôi qua nhưng nhà tưởng niệm vẫn còn được bảo tồn nguyên vẹn bởi người dân địa phương và họ gọi là "Nghĩa trang Y Pha Nho".

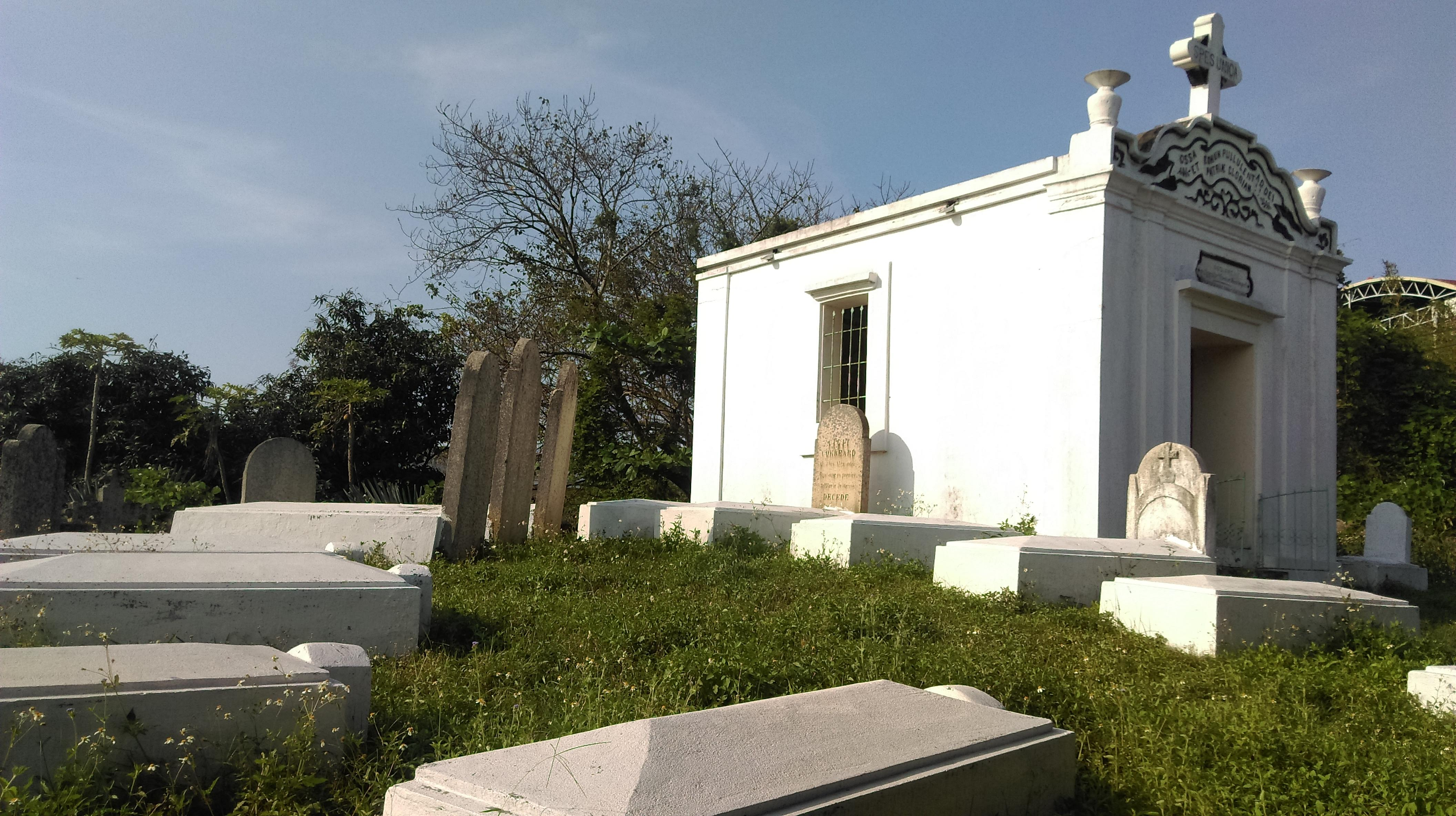
Nghĩa trang Y Pha Nho

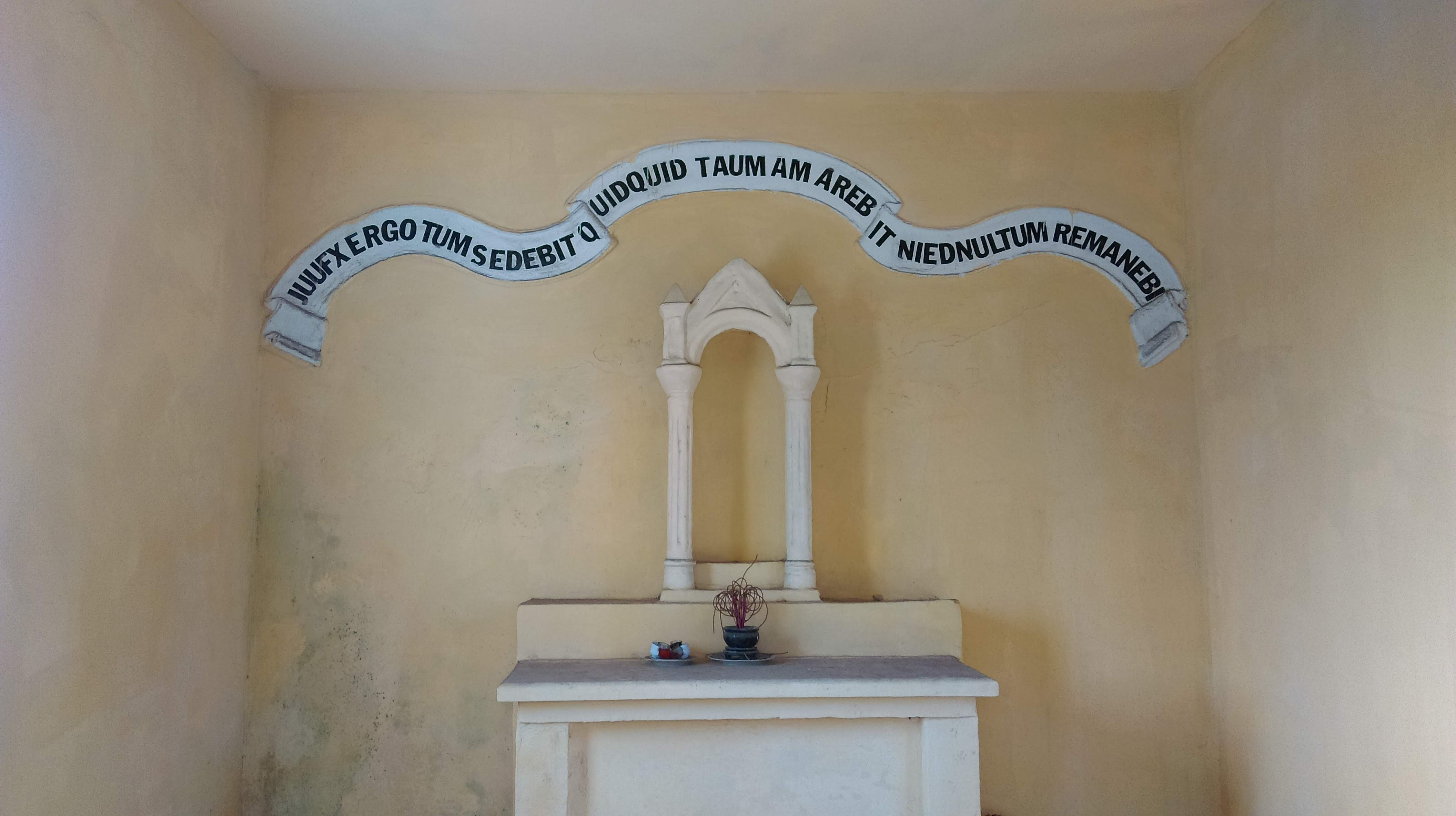

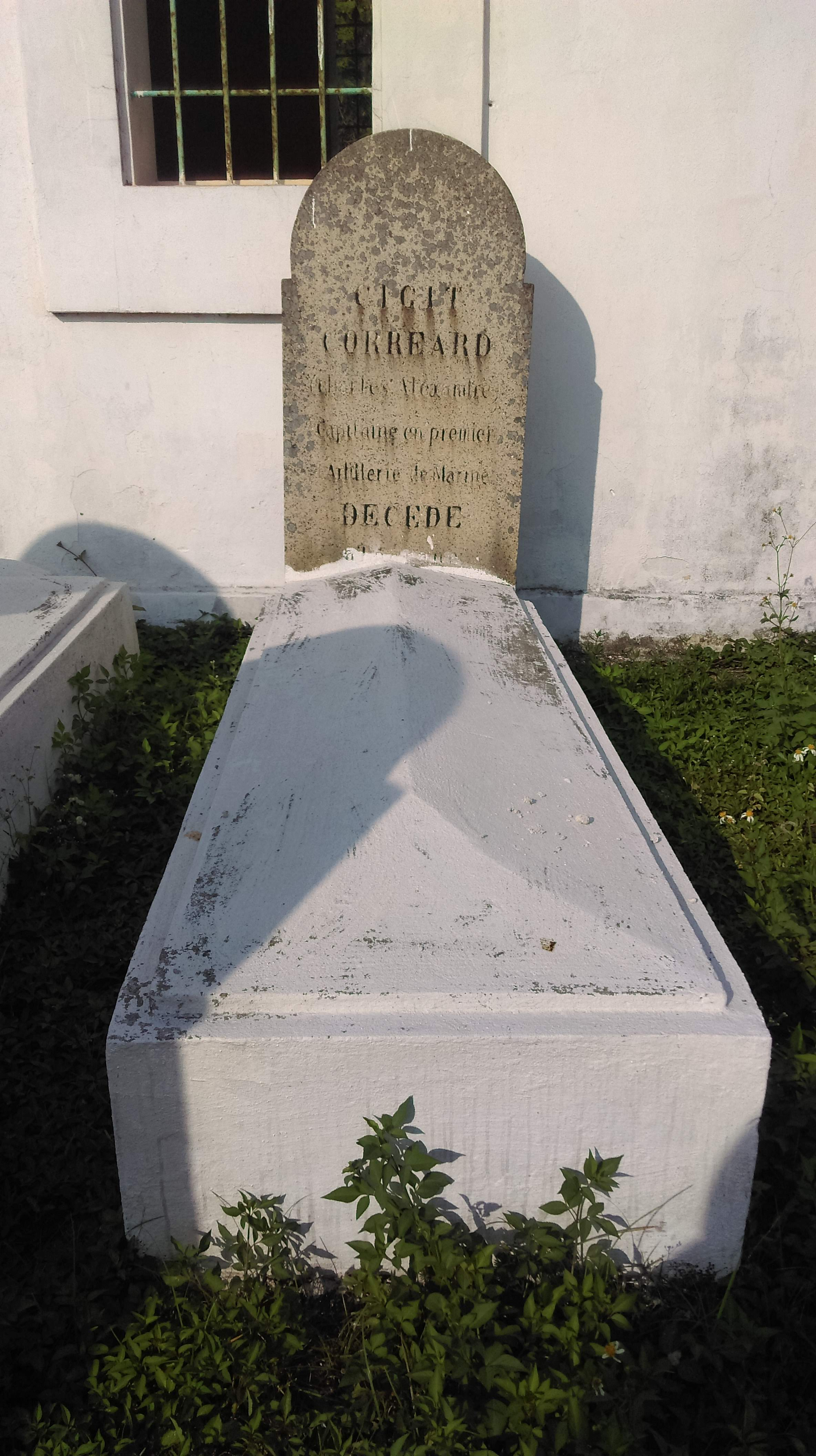